# Off the Wall (пјесма)
Off the Wall је трећи сингл америчког извођача Мајкла Џексона са његовог истоименог петог студијског албума (1979). Објављен 2. фебруара 1980, постао је трећи топ-десет сингл са албума. Пјесму продуцирану од стране Квинсија Џонса написао је Род Темпертон. Пјесма говори о опуштању и превазилажењу проблема.
Након овог сингла, Џексон је избацио још један са албума који је ушао међу десет најпродаванијих чиме је постао први извођач у историји коме је то пошло за руком. Иначе, „Off the Wall“ је заузимао десето мјесто на топ-листи „Билборд хот 100“ и пето на листи соул синглова. Џексон је изводио пјесму уживо на неколико турнеја са својом браћом а касније и на својим соло турнејама. Мараја Кери је искористила исјечак пјесме, прерадила је и убацила у своју пјесму „I’m That Chick“ који се налази на албуму „E=MC²“ из 2008.